# Otto Foerster
Otto Foerster (auch E. Otto Förster) war ein deutscher Architekt und Baumeister, der in Dresden und Loschwitz wirkte.

## Leben und Wirken
Während seine Entwürfe im Jahre 1899 noch „reine Neobarockarchitektur“ zeigten, wandte er sich ab 1901 teilweise dem Jugendstil zu. Er war ein Dresdner Architekt „zweiten Ranges“, der neben Heino Otto, Voretzsch, Rose & Röhle und Gebrüder Fichtner den Jugendstil vertrat.

## Werke (Auswahl)
- Villa Friedrich Wilhelm Barth, Maxim-Gorki-Straße 17 (1900), Alt-Radebeul (Umbau)[3]
- Weinbergstraße 96 (1901), Dresden
- Rosegger-Schule, Wasastraße 21 (1901/02), Serkowitz (Bauausführung: Baufirma „Gebrüder Ziller“)
- Wasastraße 10 (1901/1902), Dresden
- Großenhainer Straße 203 (1902), Dresden
Die Villa für Gustav Emil Wehner ist ein denkmalgeschütztes Eckhaus, 1902/03 nach Plänen von Foerster für Gustav Emil Wehner mit Anklängen an den Jugendstil erbaut.[4]
- Dürerstraße 7 (1902), Kötzschenbroda (Verandaumbau)[5]
- Gustav-Adolf-Straße 13 (1902/1903), Dresden
- Julius-Otto-Straße 10 (1902/1903), Dresden
- Wasastraße 7, Anbau der Glasveranda (1903), Dresden
- Wasastraße 2b (1903/1904), Dresden[6]
- Villa Täuber (Töchterpensionat Täuber)[7], Palaisstrasse 8, Dresden (um 1904/1905)[8]